# Free (chanson de Ultra Naté)
Cet article concerne la chanson de Ultra Naté. Pour la chanson de Natalia Kills, voir Free.
Pour les articles homonymes, voir Free.
Singles de Ultra Naté
Found a Cure
(1998)
Pistes de Situation: Critical
New Kind Of Medicine
(2) Found A Cure
(4)
Free, est une chanson de musique house, interprétée par la chanteuse américaine Ultra Naté, écrite et composée par Ultra Naté, Lem Springsteen et John Ciafone. Le single sorti le 31 mars 1997 est extrait de son 3e album studio Situation: Critical.

## Liste des pistes
1. Free (Mood II Swing Radio Edit) – 3:41
2. Free (Full Intention Radio Edit) – 3:20
3. Free (Mood II Swing Extended Vocal Mix) – 12:09
4. Free (Full Intention Vocal Mix) – 6:50
5. Free (R.I.P. Up North Mix) – 6:45
6. Free (R.I.P. Down South Dub) – 6:25
7. Free (Mood II Swing Live Mix) – 7:42
8. Free (Mood II Swing Dub Mix) – 8:52
9. Free (Full Intention Sugar Daddy Dub) – 6:05

## Classements et certifications

### Classements par pays
| Classement (1997)                             | Meilleure position |
| --------------------------------------------- | ------------------ |
| Australie (ARIA)                              | 31                 |
| Autriche (Ö3 Austria Top 40)                  | 33                 |
| Belgique (Wallonie Ultratop 50 Singles)       | 11                 |
| Belgique (Flandre Ultratop 50 Singles)        | 22                 |
| Canada Classement single                      | 10                 |
| Pays-Bas (Nederlandse Top 40)                 | 28                 |
| France (SNEP)                                 | 6                  |
| Allemagne German Singles Chart                | 42                 |
| Nouvelle-Zélande (RMNZ)                       | 30                 |
| Norvège (VG-lista)                            | 17                 |
| Suède (Sverigetopplistan)                     | 28                 |
| Suisse (Schweizer Hitparade)                  | 6                  |
| Royaume-Uni UK Singles Chart                  | 4                  |
| États-Unis Billboard Hot 100                  | 75                 |
| États-Unis Hot Dance Club Songs               | 1                  |
| États-Unis Hot Dance Music/Maxi-Singles Sales | 1                  |

### Certifications
| Pays        | Certifications | Organisme |
| ----------- | -------------- | --------- |
| Royaume-Uni | Or             | BPI       |